# Maria Guleghina
Maria Guleghina (Odessa, 9 de agosto de 1959) é cantora de ópera soprano, russo-ucraniana, especialmente relacionada com o repertório italiano. 
Está considerada como uma das mais importantes sopranos dramáticas da sua geração com uma voz quente e rica, e com grande presença dramática em cena.

## Biografia
Maria Guleghina nasceu em Odessa, Ucrânia (durante a era soviética), o seu pai armênio e sua mãe ucraniana, estudou música no Conservatório com Nikolaevich Evgeny Ivanov (sob cujo ensino ela permaneceu mesmo após a graduação).
Começou a sua carreira profissional em 1985 na ópera Estatal de Minsk com o papel de protagonista de Iolanta. Pouco depois partia da URSS para seguir sua carreira no estrangeiro. Em 1987 participou em Un ballo in maschera, no Teatro de La Scala de Milán interpretando a Amelia junto de Luciano Pavarotti, que cantava no papel de Ricardo.
Interpretou I due Foscari, Manon Lescaut, e Tosca nos principais cenários de ópera da Europa, em cidades como Viena, Munique, Hamburgo e Londres. Em 1995 debutou na Ópera de París com Nabucco onde interpretou o papel de Abigail. 
O Seu debute na América se realizou em 1990 actuando no Metropolitan Opera de Nova Iorque na Ópera Andrea Chénier onde interpretava a Maddalena contracenando novamente com Pavarotti. Actuou também na Ópera de San Francisco e na Ópera Lírica de Chicago.
O Seu repertório inclui Ernani, Simon Boccanegra, Cavalleria rusticana, Fedora somando outros papéis mais exigentes tais como Odabella em Attila e Lady Macbeth em Macbeth.
Em 1992 actuou no Grande Teatro Mariinsky de San Petersburgo (Rússia), no papel de Lisa da ópera La dama de picas de Tchaikovsky. Também se apresenta com frequência no Japão. E cantou a tradicional aria de Aida na inauguração do novo Teatro Nacional de Ópera de Oslo (Noruega).

## Repertório
- Verdi

Aida (Aida), La Traviata (Violetta), Attila (Odabella), Otello (Desdemona), Macbeth (Lady Macbeth), Nabucco (Abigaille), La Forza del Destino (Eleonora), Ernani (Elvira), Oberto (Leonora), I Due Foscari (Lucrezia), Il Trovatore (Leonora), I vespri siciliani (Elena), Un Ballo in Maschera (Amelia), Simon Boccanegra (Amelia), Don Carlo (Elisabetta), Requiem (Soprano), Giovanna d'Arco (Giovanna d’Arco)  
- Puccini

Tosca (Tosca), Manon Lescaut (Manon Lescaut), Il Tabarro (Giorgetta)       
- Tchaikovsky

Eugene Onegin (Tatiana), Iolanta (Iolanta), La dama de picas (Lisa), La doncella de Orleans (Janna), Mazeppa (Maria)
- Rachmaninov

Aleko (Zemfira), Francesca da Rimini (Francesca da Rimini) 
- Giordano

Andrea Chenier (Maddalena), Fedora (Fedora)  
- Rossini

El barbero de Sevilla (Rosina)
- Mascagni

Cavalleria Rusticana (Santuzza)
- Wolf-Ferrari

Sly (Dolly)  
- Bellini

Norma (Norma)

## Gravações
- Andrea Chenier, DVD, Teatro Communale di Bologna (TDK)
- Macbeth, DVD, Liceu e, Barcelona (opus Arte)
- Nabucco, DVD, ópera metropolitana, co, James Levine (DG)
- Pasión de Verismo (TMR), grav. ao vivo do concerto de árias
- Pasión de Rachmaninov (TMR), grav. de Romances.